# 87. п. н. е.

## Догађаји
- Опсада Атине (87—86. п. н. е.)